# Fatou Keïta
Fatou Keïta (Soubré, 1965) es una escritora marfileña. 
Cursó estudios primarios en Burdeos donde su padre terminaba cirugía, más tarde estudió en Inglaterra, Estados Unidos y en la Universidad de Cocody. En su primera novela, Rebelle, habla de la ablación. 